# 池裕灿
池裕灿（韩语： Ji Yuchan，2002年8月24日—），生于光州广域市，韩国男子游泳运动员，主攻短距离自由泳，曾获得2022年亚洲运动会男子50米自由泳金牌，成为历史上第二位获得亚运该小项金牌的韩国选手。